# Kriterion Könyvkiadó
| „              | Kriterion, szépen hangzó ógörög kifejezés, belőle jön a criteriu, kriterium szavunk. A régi Hellászban azt a pontot jelezte, ahol az érték elválik az értéktelentől. | ” |
| – Domokos Géza | |   |

A romániai Kriterion Könyvkiadó nevének jelentése mérce, mely a kiadó minőségi igényét hivatott kifejezni. Emblémája, egy nyitott könyvre emlékeztető stilizált Pegazus, Deák Ferenc grafikus-tervező munkája.
A kiadó bukaresti központtal és kolozsvári fiókszerkesztőséggel jött létre 1970. január 1-jén, a többnyelvű nemzetiségi könyvkiadás zavartalan biztosítása érdekében, az Állami Irodalmi Könyvkiadó és az Ifjúsági Könyvkiadó nemzetiségi szerkesztőségének jogutódjaként.
A Kriterion, szakítva a szépirodalmi centrikussággal, átfogó kiadói programot dolgozott ki. Az irodalmi örökség és a kortárs irodalmi termés mellett a népköltészeti és a népművészeti, valamint a tudománytörténeti és politikatörténeti alkotásokat is felvette profiljába, amelyből nem hiányoztak a természettudományok és a technikai műveltséget terjesztő művek sem.

## Története

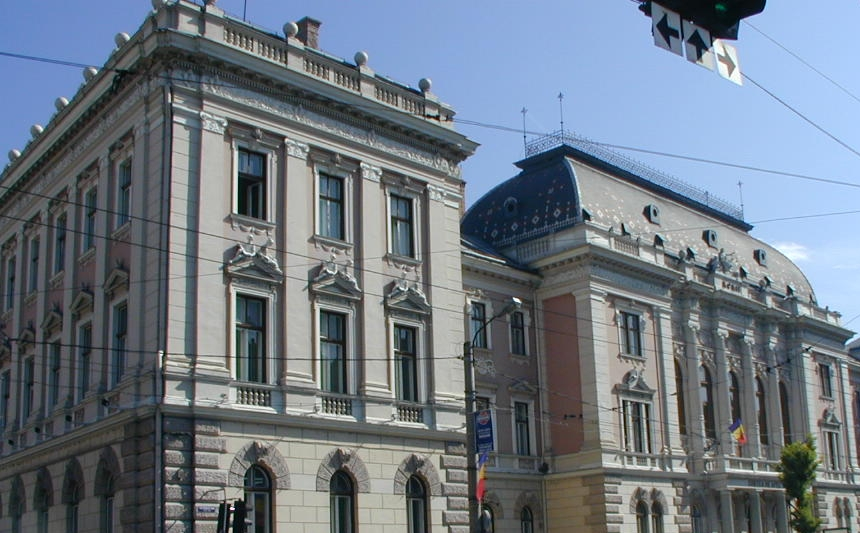
A korábban a kolozsvári szerkesztőségnek is otthont adó Igazságügyi Palota

A bukaresti székhellyel és a kolozsvári fiókszerkesztőséggel alapított nemzetiségi kiadó az 1969. év végi minisztertanácsi határozat alapján kezdte meg működését. A könyvek jelentős részét Kolozsvárott, kisebb részét Nagyváradon, Temesvárott és Bukarestben nyomtatták. A román–magyar közös könyvkiadás keretében jelentős szerepet vállalt a romániai magyar irodalom, a művelődés és a különböző tudományágak eredményeinek magyarországi közvetítésében is. Az egyezmény ezzel együtt lehetőséget adott arra is, hogy a klasszikus és kortárs világirodalom számos, magyarul már megjelent alkotása a romániai magyar olvasókhoz is eljusson.
A Kriterion Könyvkiadó a budapesti Európa, Szépirodalmi és Gondolat Könyvkiadókkal, majd 1990-től az Akadémiai Kiadóval és a pécsi Jelenkorral is együttműködött.
A Kriterion Könyvkiadó a hetvenes és a nyolcvanas években a romániai magyarok fontos szellemi műhelye volt. A kiadó első évtizedének története egybeesik a romániai magyar irodalom és a romániai szellemi élet megélénkülésével. A hetvenes években a Kriterionnál a romániai magyar irodalom kiemelkedő alkotásai is megjelentek. 1970 és 1989 között a Kriterion magyarul összesen 1974 művet jelentetett meg, több mint 21 millió példányban. A legtermékenyebb időszak 1972–1980 közé tehető, 1985 utáni években már csak évi 68–86 művet adtak ki. Az 1989 decemberi hatalomváltás után a Kriterion Könyvkiadónak is új nehézségekkel kellett megküzdenie. A papír- és nyersanyagárak nagyarányú emelkedése, a könyvvásárló közönség elszegényedése, a könyvárak tíz-hússzorosára emelkedése és a könyvterjesztők fizetésképtelensége jelentette a legnagyobb gondokat. A kiadó előbb az 1989 előtti, a cenzúra által betiltott könyvek kiadásával kísérelt meg újat nyújtani: a „Tiltott Könyvek – Szabadon” 1990 és 1992 között jelentek meg. A Kriterion Könyvkiadó a könyvek szerényebb megjelentetésével próbálta az árakat viszonylagosan alacsonyan tartani, saját maga terjesztette könyveit, közös kiadói partnerkapcsolatokat épített ki magyarországi könyvkiadókkal, mint a Szépirodalmi, az Európa, az Akadémiai, a Jelenkor stb. és közben beindította a privatizációt is. A kiadó a kilencvenes évektől is igyekezett megfelelni eredeti rendeltetésének, a többnyelvűségnek, a kulturális értékek közvetítésének. Ebben jelentős segítséget kapott a magyar Művelődési és Közoktatási Minisztériumtól, mely a Határon Túli Magyar Könyvtámogatási Alap létrehozásával a Kriterion Kiadó könyveinek folyamatos megjelentetését segítette elő. 1997 decemberéig a Kriterion Könyvkiadó a Művelődési Minisztériumnak alárendelve, közszolgálati intézményként működött. Ezután előbb állami tulajdonú gazdasági társasággá alakult át, majd 1999 decemberétől mint magántársaság tevékenykedik tovább. A kiadót 1990-től H. Szabó Gyula vezeti. 2002-ben Bukarestből végleg Kolozsvárra költözött a szerkesztőség.

## Alapító munkatársai
A kiadó első igazgatója Domokos Géza, a neves romániai magyar irodalompolitikus, író és műfordító volt. Az induláskor a magyar, illetve más nemzetiségi osztályok élén két főszerkesztő állt: Bodor Pál és Hedi Hauser. A magyar osztály főszerkesztője 1971–1977 között Szász Béla, 1977 és 1985 között Botár Emma (megbízott főszerkesztő), 1985-től 1990-ig H. Szabó Gyula (megbízott főszerkesztő) volt. A román nyelvű könyvek kiadását a Biblioteca Kriterion sorozatszerkesztőjeként Domokos Géza irányította, két román szerkesztő, Paul Drumaru és Gabriel Gafița segítségével.
A kolozsvári magyar szerkesztőség 1992 áprilisáig Dávid Gyula, műszaki osztálya pedig Bálint Lajos vezetésével működött.
A megjelent művek magas színvonalú és egységes grafikai megtervezésében és kivitelezésében 1996-ig meghatározó szerepe volt a kiadó kolozsvári grafikusának, Deák Ferencnek, mellette 1972–1981 közt kiváló illusztrációkat készített Tamás Klára grafikus is.

## Kiadványainak nyelve
A Kriterion a Romániában élő nemzetiségek nyelvein, kezdetben magyar, német, szerb-horvát, ukrán és jiddis, majd 1978-tól szlovák és orosz, 1980-tól tatár, 1981-től török, majd a kilencvenes években albán, örmény, cseh, kurd és roma nyelven is jelentetett meg szépirodalmi, társadalom- és természettudományi műveket, 1971-től a Biblioteca Kriterion c. sorozatban pedig román fordításban a nemzetiségi irodalmak legjavát is. Napjainkban román, magyar, német és roma nyelven adnak ki könyveket.

## Sorozatai
A Kriterion Könyvkiadó története sikeres sorozataival is jellemezhető. A kiadó már működésének első évében, a Biblioteca Kriterion című sorozatban, román fordításban megjelentette Sütő András, Szilágyi István, Szilágyi Domokos, Áprily Lajos, Dsida Jenő, Kuncz Aladár, Kós Károly, Jakó Zsigmond, Benkő Samu, valamint közel 100 magyar, német, szerb, ukrán, jiddis szerző művét.
Az 1970-es években a Kriterionnál jelentek meg a romániai magyar irodalom kiemelkedő alkotásai, mint például Bálint Tibor: Zokogó majom; Pusztai János: A sereg; Sütő András: Anyám könnyű álmot ígér; Szilágyi István: Kő hull apadó kútba stb.
- Román írók illetve a Román költők sorozataiban a román kortársíró-, és költőtársadalom legjavát mutatták be.
- Romániai Magyar Írók a romániai magyar irodalom jeles műveit közvetítette.
- Horizont sorozatban a szerzők többsége a 20. század világirodalmából kerültek ki.
- Lektúra, a Kriterion Könyvkiadó 1974-ben indított világirodalmi sorozata, inkább a könnyedebb, főként a 19-20. századi prózát ölelte fel. A magyar irodalom ismert íróinak regényei, novelláskötetei mellett az angol, az orosz és szovjet, a francia, a német, az olasz, a cseh, a szlovák, a bolgár, a görög, az afrikai, a finn, a latin-amerikai, a török, a távol-keleti, a lengyel irodalom képviselőit mutatta be.
- Magyar Klasszikusok sorozatának köszönhetően viszonylag nagy példányszámban, olcsón és tetszetős kiadásban kerülhettek a romániai magyar olvasók kezébe a magyar irodalom klasszikusainak művei.
- Téka – A közkedvelt és sikeres sorozatban, 1970-től számos művelődéstörténeti kötet jelent meg. A könyvsorozat az olvasóközönség magyar és egyetemes műveltségtörténeti látókörét kívánja tágítani.
- Forrás könyvsorozat – Elsőkötetes költők, próza- és drámaírók, esszéírók és riporterek bemutatkozását szolgáló könyvsorozat.
- fehér könyvek – A sorozat köteteinek fehér védőborítójáról kapta a nevét. A régi erdélyi irodalmi hagyományt közkinccsé tevő könyvsorozat az erdélyi magyar művelődés meghatározó, többnyire kiadatlan vagy nem hozzáférhető munkáit gyűjtötte össze.
- Korunk Könyvek sorozatot a Kriterion Könyvkiadó az ifjúság érdeklődésére számítva indította 1972-ben. Neves hazai és külföldi szerzők felvonultatásával kívánta tájékoztatni olvasóit a modern természet-, műszaki- és társadalomtudományok különböző területeiről.
- Kriterion Kiskalauz – a Kriterion Könyvkiadó 1978-ban, az ifjúság részére indított ismeretterjesztő sorozata.
- Kriterion Kézikönyvek sorozat kötetei egy- és többnyelvű kisszótárai, kislexikonjai, magyarázó szótárszerkesztésben, bőséges illusztrációanyaggal nyújtottak ismereteket a technika, fizika, földrajztudomány, történelem, egészség, mitológia, matematika, kémia, geológia, zene területén.
- a nyelvtudományok terén az Erdélyi magyar szótörténeti tár tekinthető a legnagyobb vállalkozásnak. A sorozat 1975-ben indult.
- művészeti kismonográfiák – a romániai magyar képzőművészetet mutatta be önálló kötetekben. Bár a cenzúra nem engedélyezte a „romániai magyar képzőművészek”-sorozat kiadását, azonban a Kriterion Könyvkiadó 1971-től mégis tervszerűen jelentette meg a gazdag reprodukciós anyaggal ellátott kiadványait. Ide tartozott a Kriterion Galéria sorozat, amely 1981 és 1985 között jelent meg és a romániai magyar képzőművészek középnemzedékét mutatta be.
- ifjúsági és gyermekkönyvek kiadásakor a Kriterion Kiadó a klasszikus magyar és külföldi gyermekkönyveket, a klasszikus és kortárs magyar költők és írók verses és meseköteteit, az ifjúsági regényirodalmat formálta sorozattá.
- A nemzetiségi múlt feltárása terén jelentős eseménynek számított a Székely oklevéltár újraindítása.
- társadalomtudományok több területén megjelenő tanulmánykötetek sorozattá nőttek. Ilyenek pl. az Irodalomtudományi és stilisztikai tanulmányok, a Képzőművészeti írások, a Művelődéstörténeti tanulmányok, Nyelvészeti tanulmányok, Zenetudományi írások, stb. Ezek folytatását a 80-as évek közepétől a kiadói munkát ellenőrző pártszervek betiltották.
- romániai magyar folklór- és néprajz-kötetek kiadása különösen gazdag volt már a hetvenes évek elejétől. Kiadványok jelentek meg pl. a kászoni, a szilágysági, a Kis-Küküllő-vidéki, a kalotaszegi és a moldvai csángó-magyar népművészetről, számos új népköltési gyűjtés és néprajzi tárgyú kötetet adtak ki, és a népi varrottasok mintáit feldolgozó album alakú kötetek meglehetősen sikeresek voltak.

### Mai magyar sorozatai
- - Téka
  - Gordiusz
  - Kriterion Közelképek
  - Történelmi Regények
  - Romániai Magyar Írók
  - Kincses Könyvtár
  - Horizont
  - Műemlékes füzetek
  - 101-111-123 versek
  - Opus-Múre
  - Kisebbségkutatás
  - Egyetemi Tankönyvek

## Képek a kolozsvári szerkesztőségből
A fényképeket Csomafáy Ferenc készítette. 

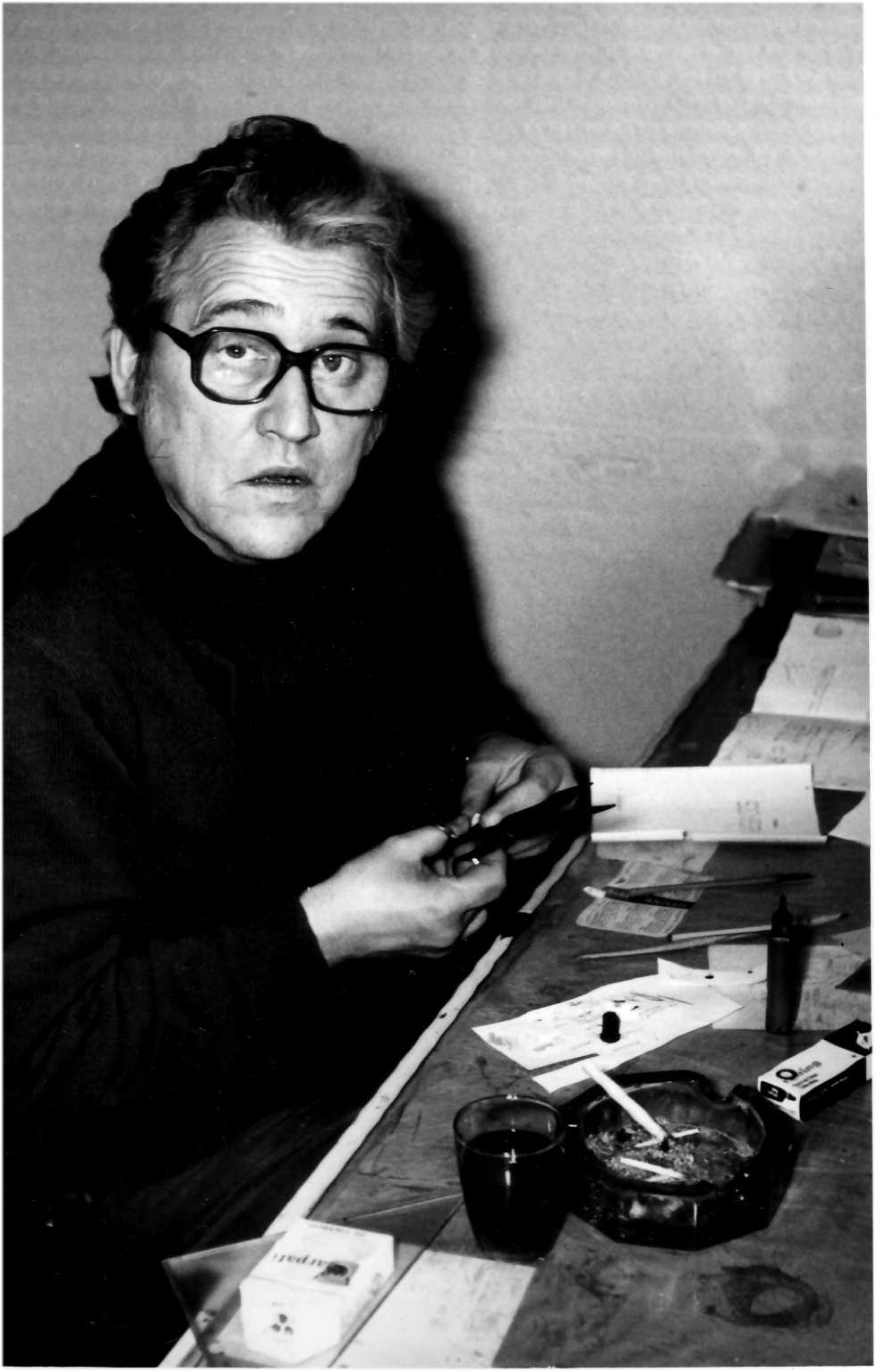
Deák Ferenc grafikai szerkesztő
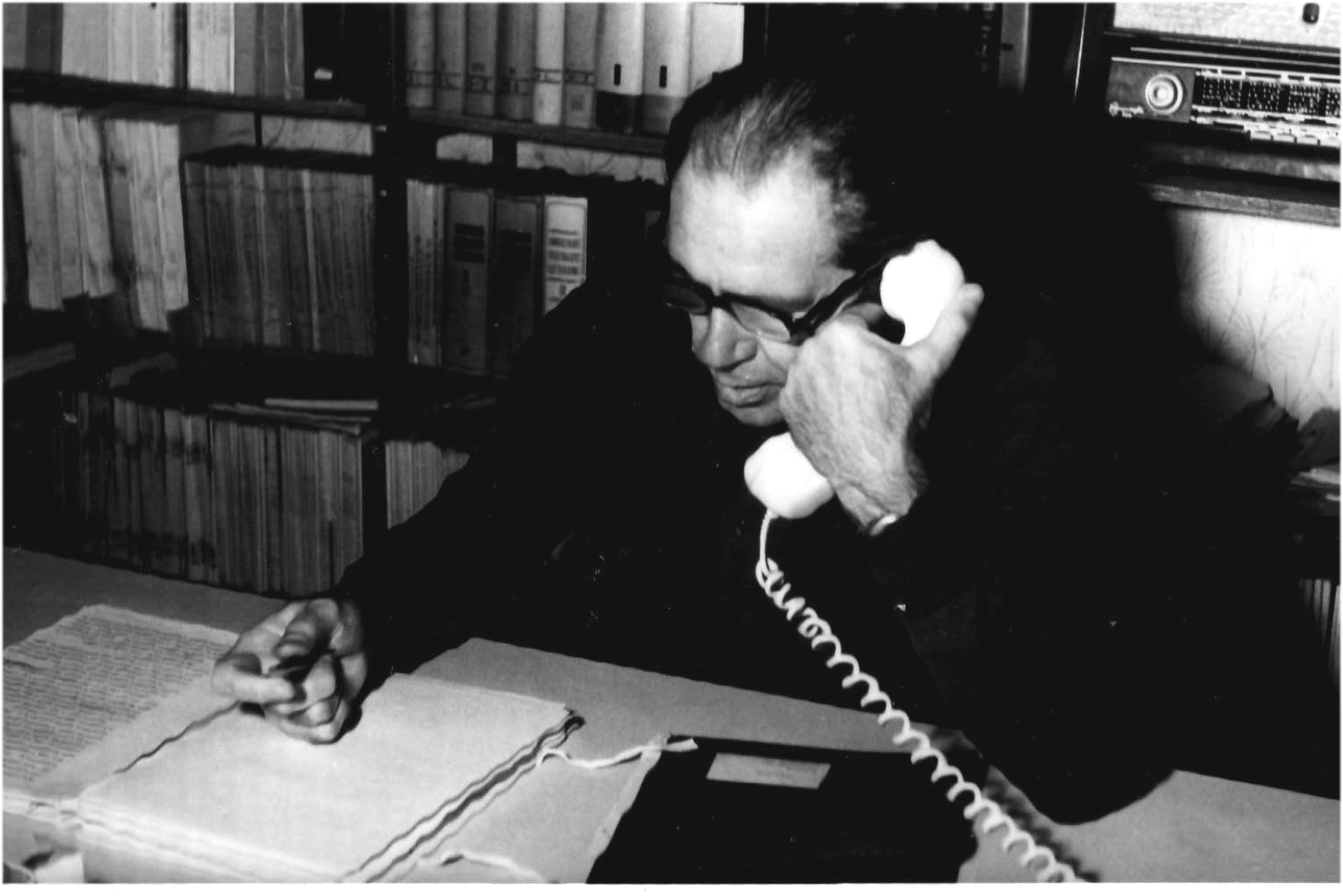
Dávid Gyula szerkesztő
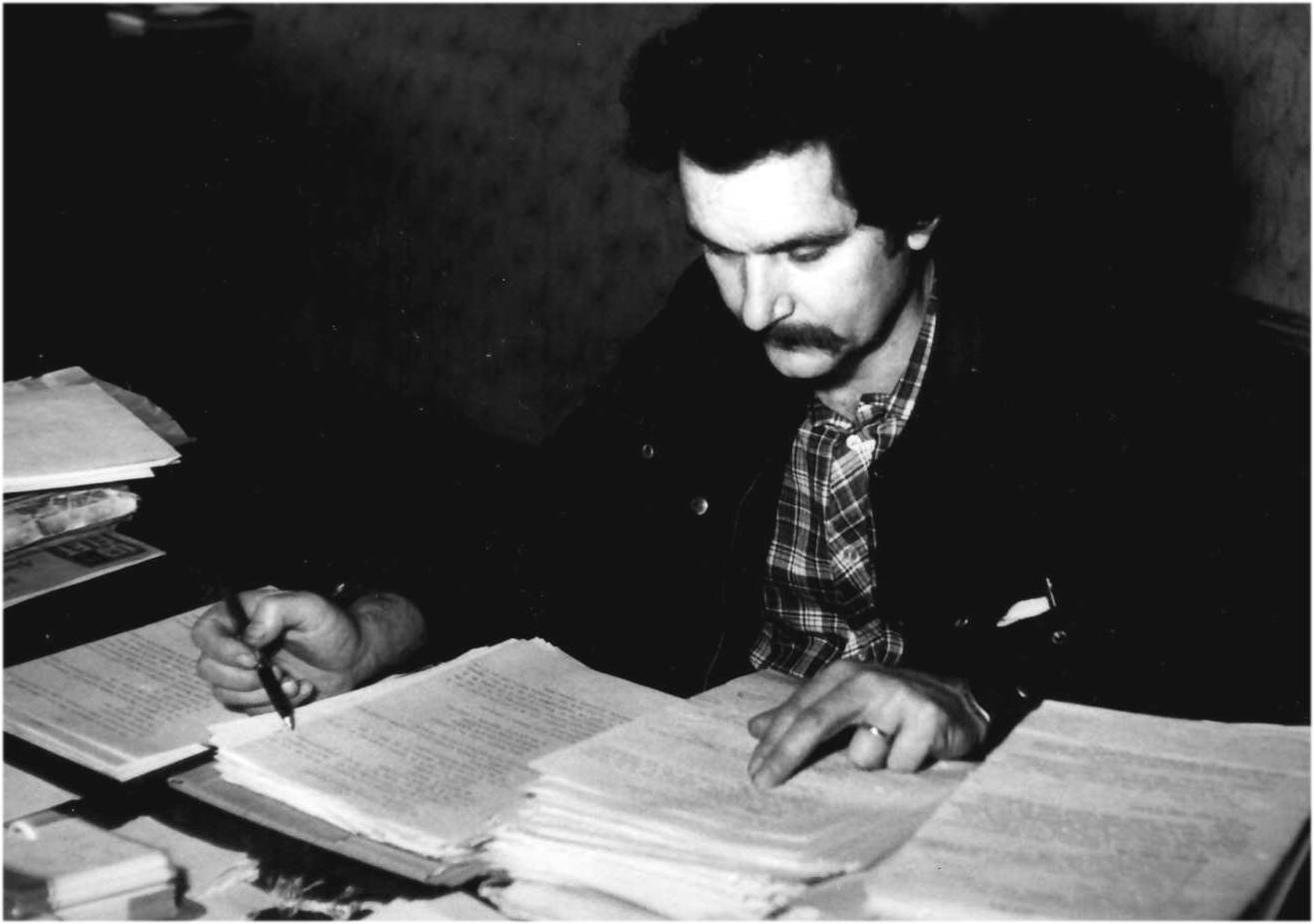
Szabó Zsolt szerkesztő
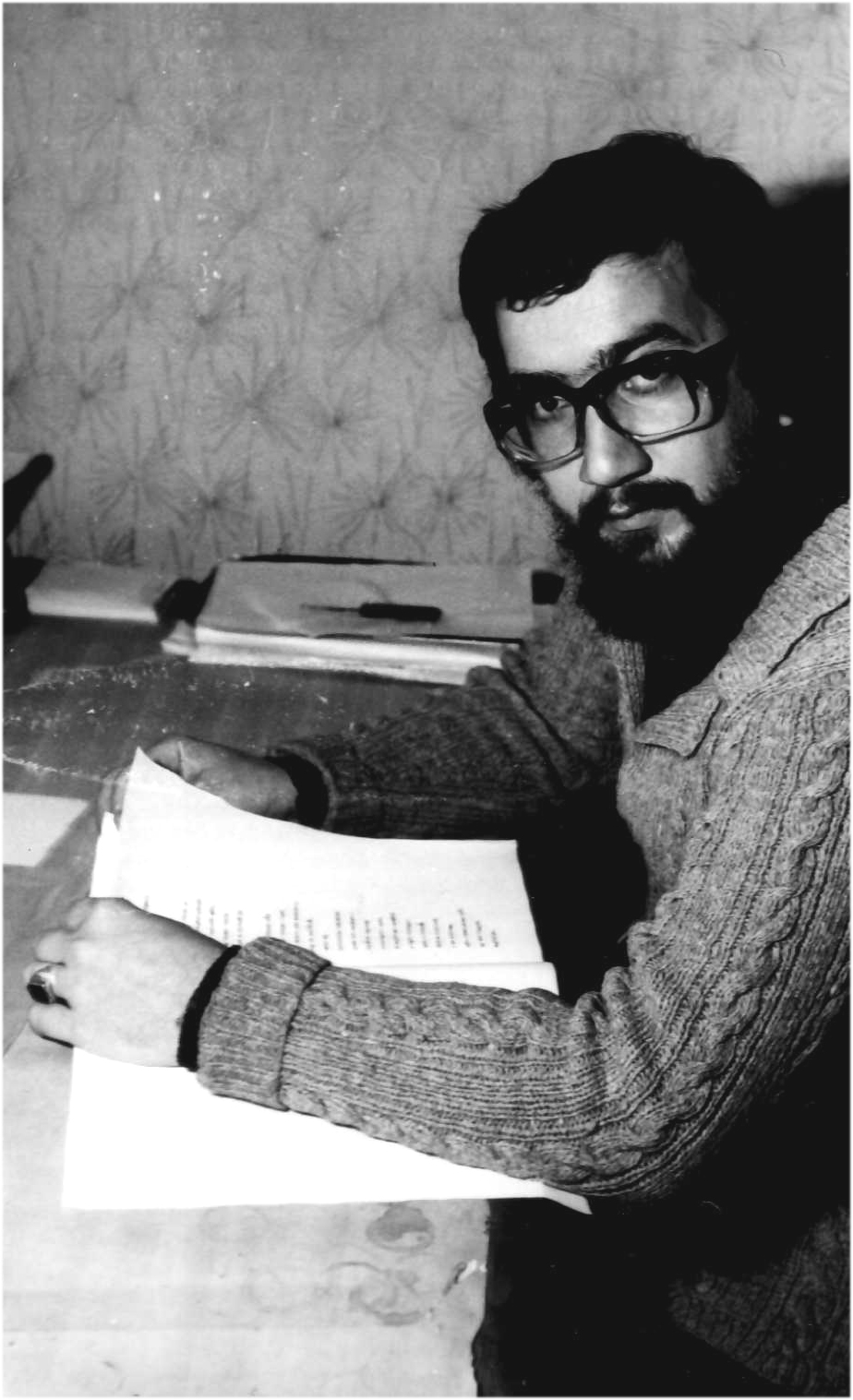
Egyed Péter szerkesztő